# Vastseliina (plaats)
Vastseliina (Duits: Neuhausen) is een plaats in de Estlandse gemeente Võru vald, provincie Võrumaa. Vastseliina heeft de status van groter dorp of vlek (Estisch: alevik).
Vastseliina was tot in oktober 2017 de hoofdplaats van de gemeente Vastseliina. In die maand werd de gemeente bij Võru vald gevoegd.

## Bevolking
De ontwikkeling van het aantal inwoners blijkt uit het volgende staatje:
| Jaar            | 2000 | 2011 | 2017 | 2019 | 2020 | 2021 |
| --------------- | ---- | ---- | ---- | ---- | ---- | ---- |
| Aantal inwoners | 802  | 620  | 637  | 606  | 592  | 573  |

## Geografie
Vastseliina ligt aan de Põhimaantee 2, de hoofdweg van Tallinn via Tartu naar de grens met Rusland, en aan de rivier Piusa. Stroomafwaarts, ten oosten van Vastseliina, ligt Vana-Vastseliina, waar de ruïne van het kasteel van Vastseliina staat. De kerk van Vastseliina staat in het buurdorp Külaoru, ten noorden van Vastseliina.
Het kerkhof van Vastseliina is een beschermd monument.

## Geschiedenis
Vana-Vastseliina (‘oud-Vastseliina’) is ouder dan Vastseliina. Het kasteel van Vastseliina is gebouwd in het midden van de 14e eeuw. Het was bedoeld om het Prinsbisdom Dorpat te beschermen tegen Russische aanvallen. De afstand van Vana-Vastseliina tot de Russische grens bedraagt ongeveer 10 km. In de 14e eeuw lag de toenmalige Republiek Pskov zelfs nog dichterbij. De burcht werd in 1702, tijdens de Grote Noordse Oorlog, door Russische troepen vernield. De ruïnes van de burcht zijn bewaard gebleven. De nederzetting Vana-Vastseliina werd in 1367 voor het eerst in een document genoemd. Ze heette in het Duits Neuhausen en in het Estisch Vastseliina, net als de burcht.
Rond die tijd ontstond ook een landgoed Neuhausen, dat vanaf 1766 tot aan de onteigening door het onafhankelijk geworden Estland in 1920 in handen was van de familie von Liphart. De familie liet wel enkele gebouwen neerzetten, maar geen landhuis. Ze bezat ook het landgoed Raadi. Vanuit het landhuis van dat landgoed (sinds de Tweede Wereldoorlog een ruïne, die in de wijk Raadi-Kruusamäe van Tartu ligt) werd ook Neuhausen bestuurd. De gebouwen die de familie von Liphart in Neuhausen liet neerzetten, zijn grotendeels verwoest bij een brand in 1926.
In de tweede helft van de 19e eeuw ontstond op een afstand van 5 km van de burcht een nederzetting. Die ontwikkelde zich tot de vlek Vastseliina. Die status van vlek (Estisch: alevik) kreeg ze in 1949, toen ze snel begon te groeien. In de jaren 1950–1959 was ze de hoofdplaats van een rajon Vastseliina. Ze nam een deel van het grondgebied van het buurdorp Jeedasküla over. In dat deel van Vastseliina kwam het gemeentehuis. Om de nederzetting bij de burcht te onderscheiden van Vastseliina alevik heette die achtereenvolgens Vastseliina asundus (‘nederzetting Vastseliina’), Vahtseliina, Vastseliina küla (‘dorp Vastseliina’) en sinds 1998 Vana-Vastseliina.

## Foto's

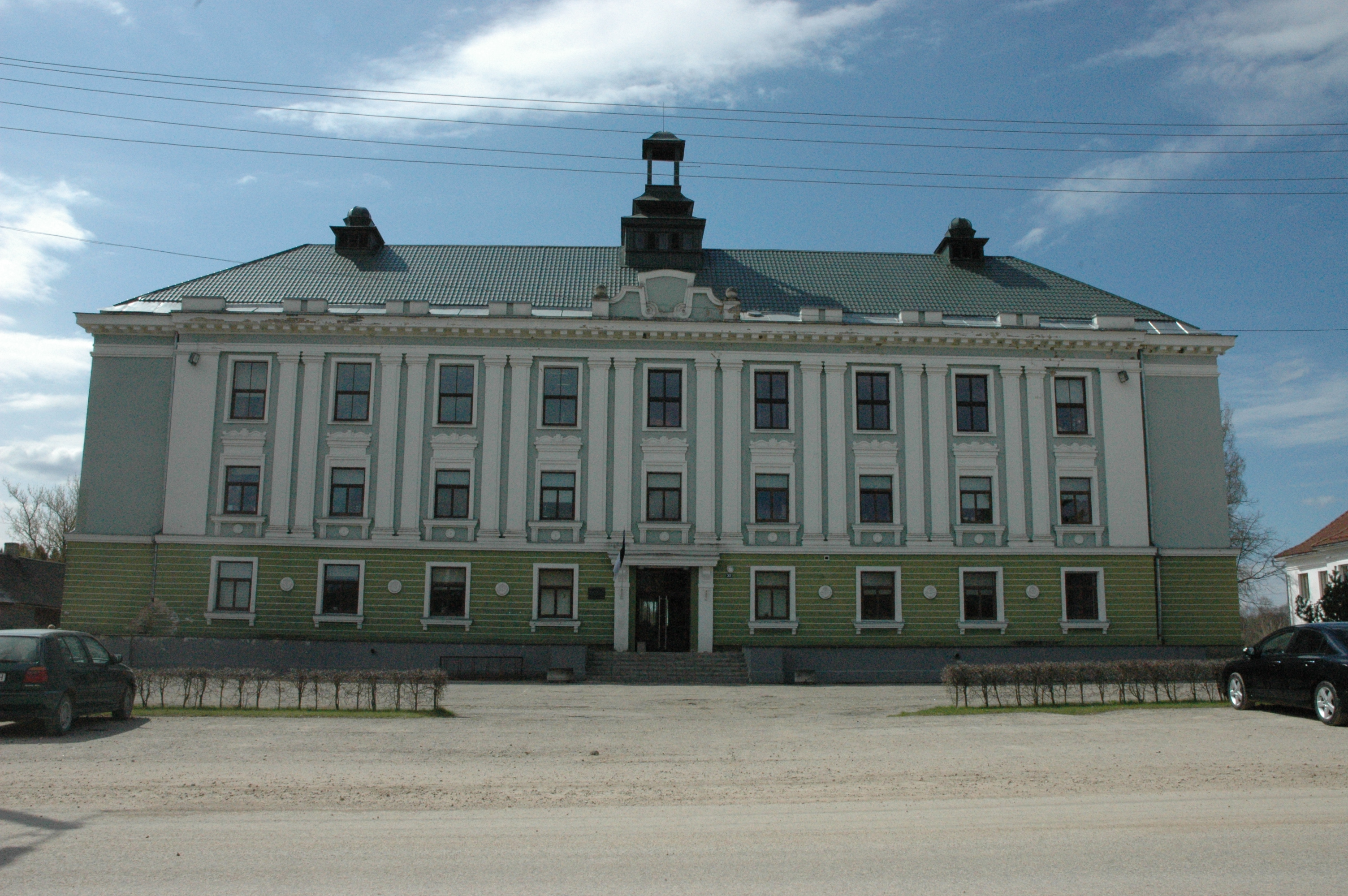
Schoolgebouw
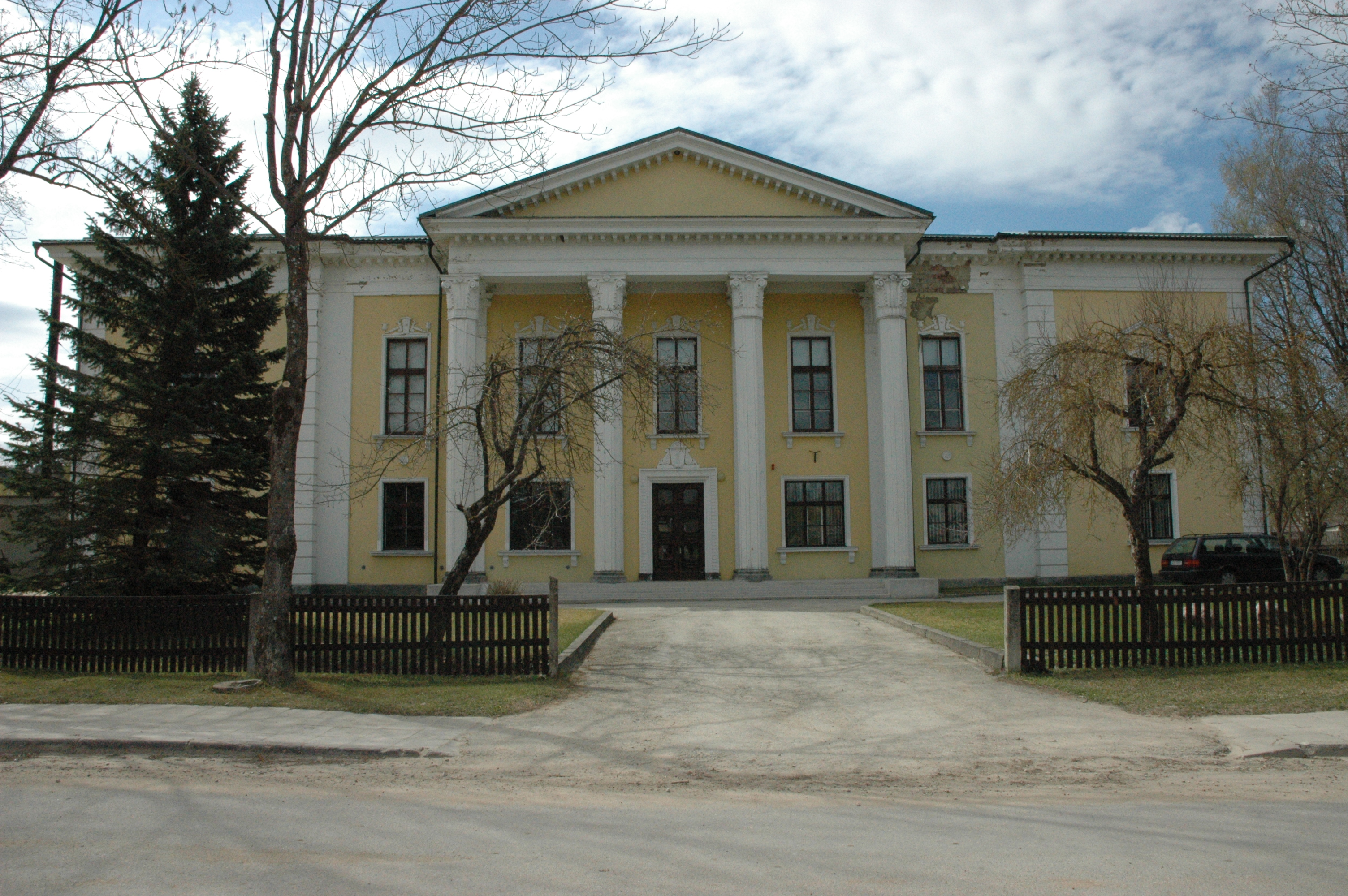
Cultuurcentrum
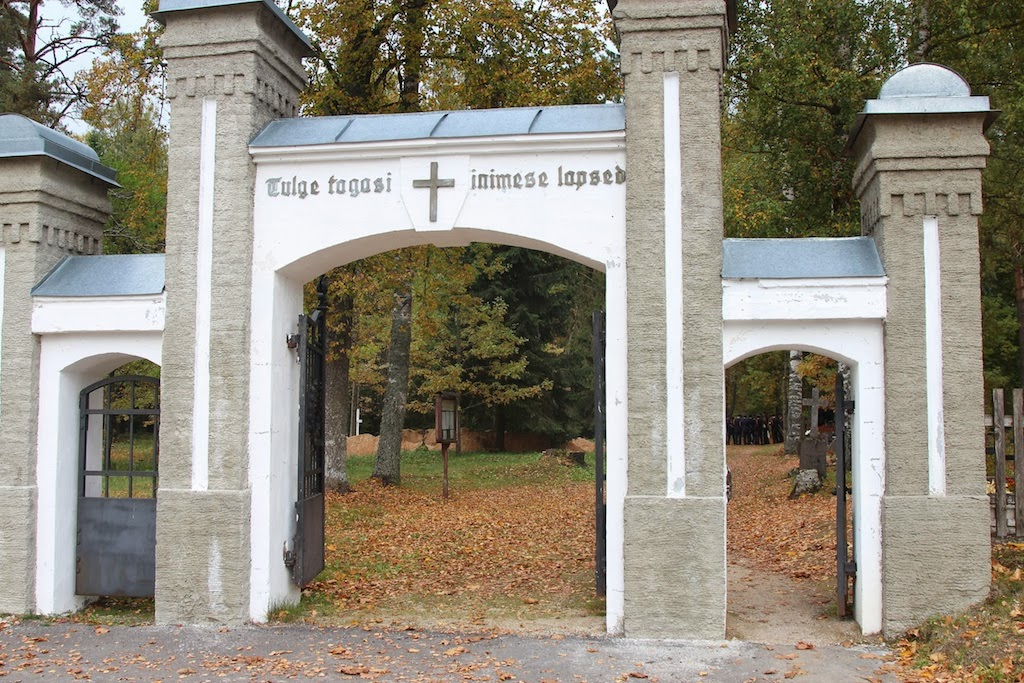
Ingang van het kerkhof
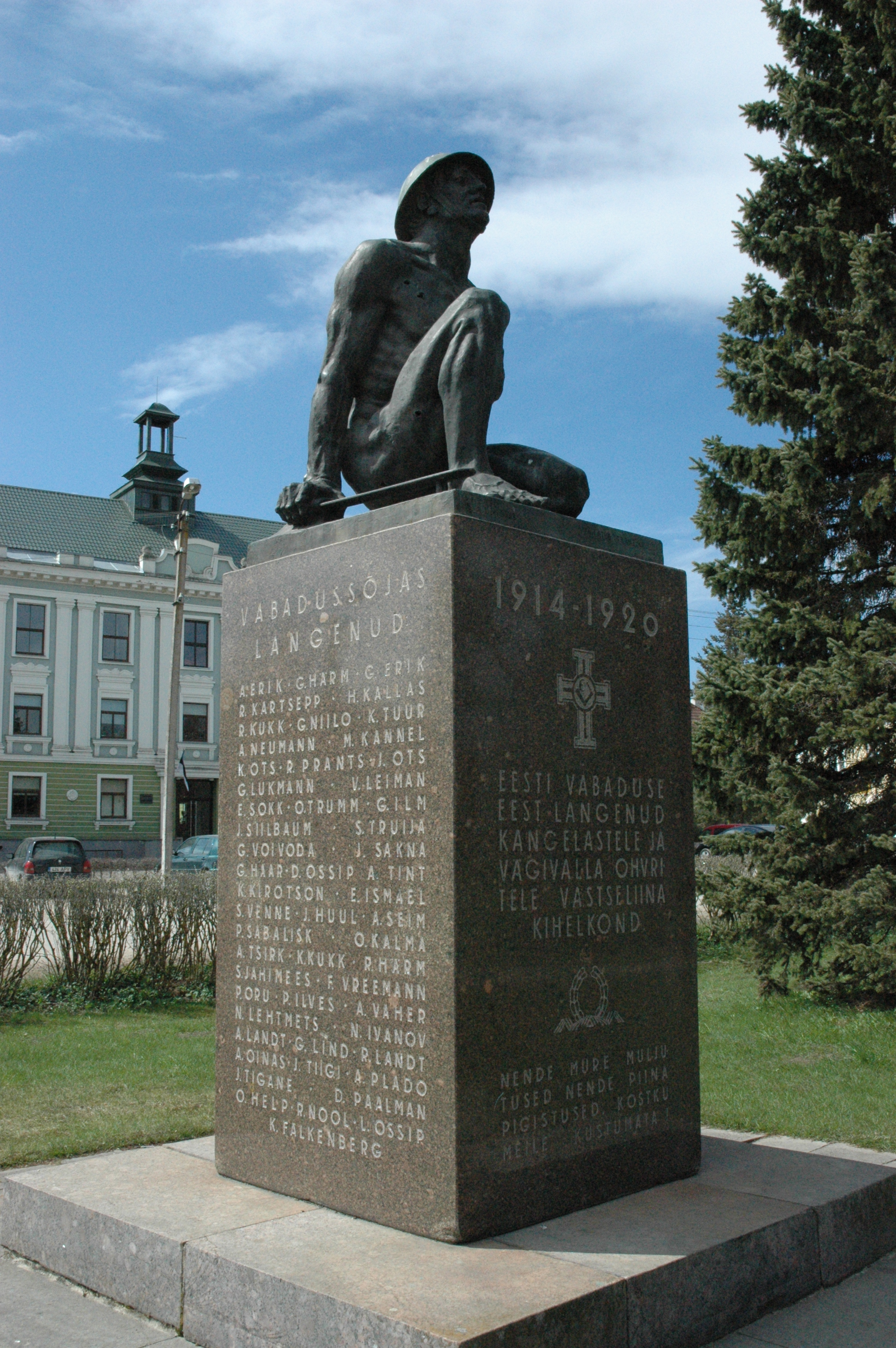
Monument voor de gevallenen in de Eerste Wereldoorlog en de Estische Onafhankelijk-heidsoorlog